# Christian Goldbach
Christian Goldbach (18. března 1690 Kaliningrad – 20. listopadu 1764 Moskva) byl německo-ruský matematik. Narodil ve východním Prusku ve městě Královec (Königsberg).
Do dějin vědy se zapsal především zformulováním tzv. Goldbachovy hypotézy, která tvrdí, že každé sudé číslo větší než 2 lze vyjádřit jako součet dvou prvočísel. Hypotézu vyslovil roku 1742 v dopise svému příteli, matematikovi Leonhardu Eulerovi. Je to stále jen domněnka, neboť se ji dosud nepodařilo plně dokázat, byť většina matematiků soudí, že platí. Zaobíral se též problémem tzv. perfektní mocniny, proto je po něm pojmenována tzv. Goldbachova-Eulerova věta (suma čísel 1/(p − 1) přes množinu mocnin P (kromě 1), se rovná 1).
Významná je jeho korespondence i s dalšími matematiky své doby, kromě Eulera k nim patřil též Gottfried Leibniz či Nicholas Bernoulli.
Byl učitelem a vychovatelem ruského cara Petra II.